# Harold Innis

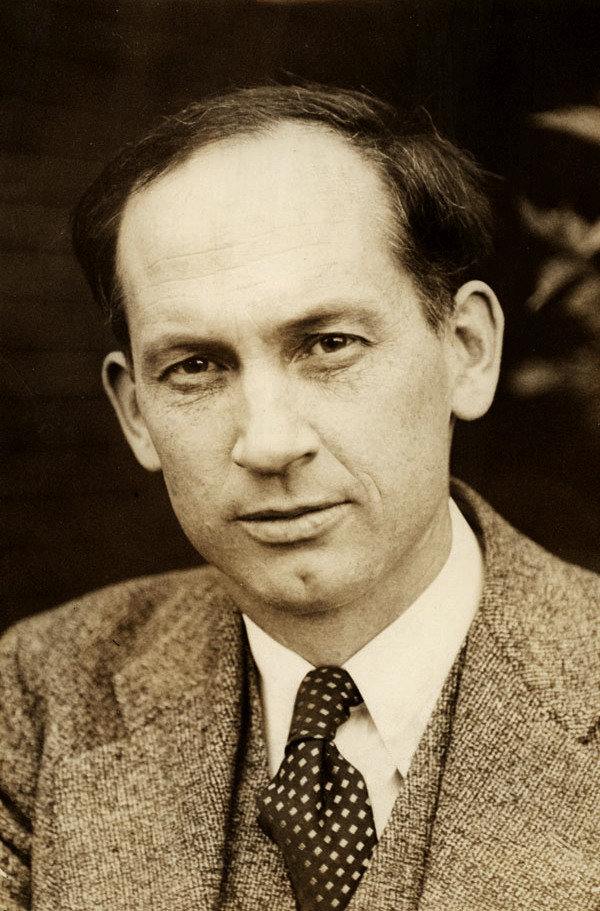
Foto van Harold Innis

Harold Adams Innis (Otterville, 5 november 1894 - Toronto, 8 november 1952) was een Canadese hoogleraar politieke economie aan de Universiteit van Toronto. Innis is de auteur van een aantal baanbrekende werken over de media, communicatietheorie en de Canadese economische geschiedenis. Het aan de Universiteit van Toronto verbonden Innis College is naar hem vernoemd. Ondanks zijn compacte en moeilijke proza beschouwen vele geleerden Innis als een van Canada's meest originele denkers. Hij was een van de opstellers van de "stapelgoedhypothese", die stelt dat de cultuur, politieke geschiedenis en Canadese economie beslissend zijn beïnvloed door de exploitatie en export van een reeks van "stapelgoederen", zoals bont, vis, hout, tarwe, metaalertsen en fossiele brandstoffen.

## Voetnoten
1. ↑  Easterbrook, W.T. en Watkins, M.H. (1984) "The Staple Approach" in Approaches to Canadian Economic History. Ottawa: Carleton Library Series, Carleton University Press, blz. 1-98

- Biblioteca Nacional de España: XX976909
- Bibliothèque nationale de France: cb13604686s (data)
- CiNii: DA01827213
- Gemeinsame Normdatei: 119008483
- International Standard Name Identifier: 0000 0001 2098 536X
- Library of Congress Control Number: n50027168
- Nationale Bibliotheek van Letland: 000159802
- Mathematics Genealogy Project: 209529
- Bibliotheek van het Japanse parlement: 00468781
- Nationale Bibliotheek van Tsjechië: vse2007423328
- Nationale Bibliotheek van Israël: 987007300477805171
- Nederlandse Thesaurus van Auteursnamen: 070425620
- Istituto Centrale per il Catalogo Unico: RAVV022201
- LIBRIS: 308490
- SNAC: w6gf0ww2
- Système universitaire de documentation: 055295827
- Trove: 1237984
- Union List of Artist Names: 500272122
- Virtual International Authority File: 2643958
- WorldCat: E39PBJht3HvDkHQ8xqrtb93qQq